# Gobernación de Al-Raqa
La gobernación de Al-Raqa (en árabe: مُحافظة الرقة) es una de las 14 provincias que conforman la organización político-administrativa de la República Árabe Siria.

## Distritos
La gobernación está dividida en 3 distritos (manatiq):
Distrito de Al-Thawrah.
Distrito de Tal Abiad.
Distrito de Raqa.
Estas a su vez están divididas en subdistritos (nahiya).

## Guerra Civil Siria
El 19 de septiembre de 2012, la ciudad de Tal Abiad, muy cerca de la frontera con Turquía y la ciudad de Akçakale, ya estaba bajo control rebelde.
El 11 de febrero de 2013, los rebeldes sirios, incluida al-Nusra, consiguieron conquistar la presa de Tabqa y la ciudad en sí, según el Observatorio Sirio para los Derechos Humanos y los videos publicados por los rebeldes en la red. La presa de Tabqa, sobre el río Éufrates, es la presa hidroeléctrica más grande de Siria y proporciona electricidad a múltiples áreas, incluyendo Alepo. Tabqa también es conocida como Al-Thawrah.
Raqa, la capital de la gobernación, está bajo el control por el gobierno sirio desde el 2017.

## Geografía
Al Raqa está situado en la parte norte del país. Limita con las provincias de Homs, Al Hasakah, Dayr az-Zawr, Alepo, Hama, y con la República de Turquía. La ciudad capital de esta provincia es la ciudad de Al Raqa.

## Población
Tiene una superficie de 19 616 kilómetros cuadrados y una población de 854 000 personas (estimaciones de 2007). La densidad poblacional de esta provincia siria es de 43,53 habitantes por cada kilómetro cuadrado de la gobernación.